# Nieuw boek van de Tang
Het Nieuw Boek van de Tang of Xin Tangshu is een van de boeken uit de Vierentwintig Geschiedenissen, de verzameling officiële geschiedenissen van Chinese keizerlijke dynastieën. Het boek is tot stand gekomen in 1060 en beschrijft de geschiedenis van de Tang-dynastie (618-906). Het werk verving het honderd jaar daarvoor samengestelde Oud Boek van de Tang.

## Ontstaan

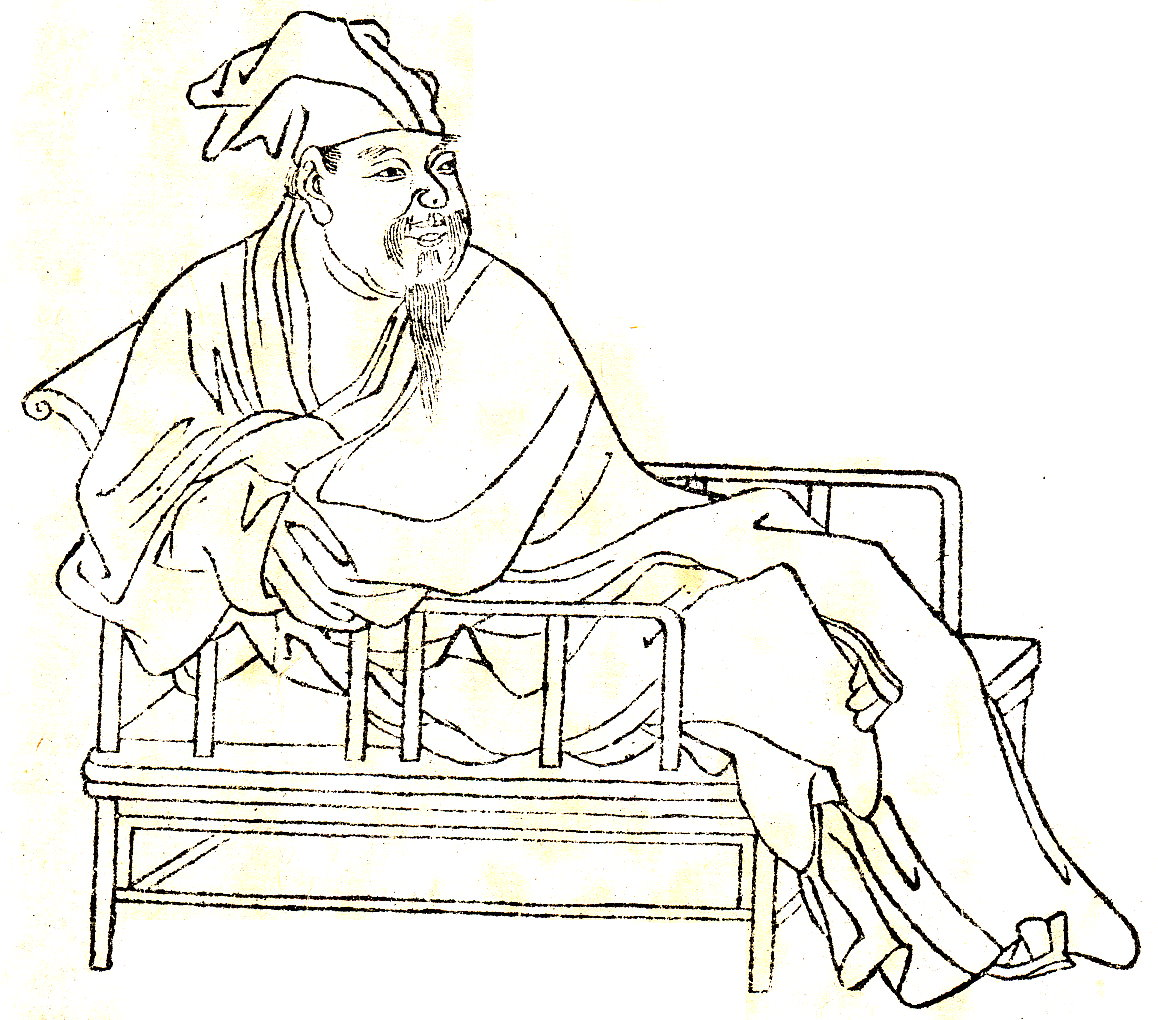
Ouyang Xiu (1007-1072).

In 1044 gaf keizer Renzong (1022-1063) van de Song-dynastie opdracht de geschiedenis van de Tang-dynastie opnieuw te schrijven, omdat hij het eerder geschreven werk, het 'Oud Boek van de Tang' onvoldoende van kwaliteit vond. Het boek werd samengesteld door een groep historici onder leiding van twee vooraanstaande ambtenaar-literaten, Ouyang Xiu (歐陽修, 1007-1072) en Song Qi (宋祁, 998-1061). Zij gebruikten het 'Oud Boek van de Tang' als basis. In 1044 voltooide Song Qi het onderdeel biografieën. De onderdelen zhi en biao werden voltooid door Fan Zhen (范鎮（1007-1088). Ouyang Xiu voltooide de keizerlijke annalen en presenteerde het werk in 1060 aan de keizer. Vanaf dat moment verdween de belangstelling voor de eerder geschreven 'Geschiedenis van de Tang'. Aan het eind van de Song-dynastie was de nieuwe geschiedenis van de Tang opgenomen in de canon van de (toen nog 17) dynastieke geschiedenissen.

## Inhoud
De Xin Tangshu bevat 225 juan. Ouyang Xiu volgde de indeling van de Shiji en de Hanshu:
| dynastieke geschiedenis | benji (annalen) | shijia (erfelijke geslachten | biao (tabellen) | shu (verhandelingen | liezhuan (biografieën) | Totaal aantal juan |
| ----------------------- | --------------- | ---------------------------- | --------------- | ------------------- | ---------------------- | ------------------ |
| Xin Tangshu             | 10              | -                            | 15              | 50                  | 150                    | 225                |

Vergeleken met het 'Oud Boek van de Tang' is dit werk minder nauwkeurig, ondanks de toevoeging van tabellen en de betere kwaliteit van de verhandelingen.
In het onderdeel 'biografieën' van het 'Nieuw Boek van de Tang' werd het leven van een aantal vrouwen beschreven die op een verschrikkelijke wijze zelfmoord pleegden of zichzelf gruwelijk verminkten. Zo steekt een zekere mevrouw Lu haar ogen uit om haar stervende man duidelijk te maken dat ze ook na zijn dood nooit meer naar een andere man zal kijken. Dit soort verhalen diende vooral als waarschuwing voor tijdgenoten om zich niet extreem te gedragen.

## Chinese tekst
- 劉昫, 《新唐書》(225卷), 北京 (中華書局), 1975 (Ouyang Xiu, Xin Tangshu (225 juan), Beijing (Zhonghua shu ju), 1975), 20 delen, 6472 pp.

Herdrukt 1999, ISBN 9787101021288. De Zhonghua uitgave van de Vierentwintig Geschiedenissen is de meest gebruikte uitgave. De teksten zijn voorzien van leestekens, ingedeeld in paragrafen en geschreven in traditionele karakters.

## Vertalingen
Er is geen volledige vertaling van de Xin Tangshu. Er zijn wel vertalingen van losse hoofdstukken:
- Bünger, Karl, Quellen zur Rechtsgeschichte der T'ang-zeit, Nettetal (Steyler) 1996 (neue, erweiterte Ausgabe).

Vertaling van en commentaar op 'juan' 50 van de 'Jiu Tangshu' en 'juan' 56 van de 'Xin Tangshu', verhandelingen over het recht tijdens de Tang-dynastie.
- Balazs, Etienne, 'Beiträge zur Wirtschaftsgeschichte der T'ang Zeit 618-906', in: Mitteilungen des Seminars für oriëntalischen Sprachen, 34 (1931) pp. 1–92; 35 (1932) pp. 1–73; 36 (1933) pp. 1–62.

Vertaling en commentaar op juan 51-55 'Shihuozhi' (食貨誌), de verhandelingen over de economie.
- Rotours, Robert des, Le Traité des examens, Parijs (Leroux) 1932.

Vertaling van en commentaar op juan 44 en 45, de verhandelingen over het examensysteem tijdens de T'ang-dynastie.
- Rotours, Robert des, Traité des fonctionnaires et traité de l'armée. Traduits de la Nouvelle histoire des T'ang, Leiden (Brill) 1948, twee delen, (Bibliothèque de l'Institut des Hautes Etudes chinoises nr.6).

Vertaling van en commentaar op juan 46-50, de verhandelingen over de officiële functies en het leger.